# Comte AC-12 Moskito
Le Comte AC-12 Moskito était un avion de tourisme triplace léger suisse, conçu par Flugzeugbau A. Comte pendant les années 1930.

## Conception
L'AC-12 était un monoplan à aile cantilever haute, doté d'un train d'atterrissage classique (à roulette de queue). La cabine fermée était doté d'un seul siège en position avant, pour le pilote, et une banquette pour deux passagers à l'arrière.
Le modèle était disponible avec plusieurs moteurs différents, incluant les moteurs à cylindres en ligne Argus As 8 (en) de 95 ch (71 kW) et de Havilland Gipsy III de 120 ch (89 kW), ou un moteur en étoile Armstrong Siddeley Lynx de 140 ch (104 kW).

## Spécifications techniques (Version à moteur Argus)
Données de The Illustrated Encyclopedia of Aircraft
Caractéristiques générales
- Équipage : 1 pilote
- Capacité : 2 passagers
- Longueur : 7,5 m
- Envergure : 11,81 m
- Hauteur : 2,25 m
- Masse à vide : 500 kg
- Masse typique : 800 kg
- Moteur : 1   moteur à pistons à 4 cylindres en ligne inversés refroidis par air Argus As 8 (en) de 95 ch (71 kW)

 Performances 
- Vitesse maximale : 180 km/h
- Vitesse de croisière : 155 km/h
- Plafond : 5 000 m
- Rapport poids-puissance : 5,26 kg/ch